# Christian Knees
Christian Knees (Bonn, 5 de marzo de 1981) es un ciclista alemán.
Hizo su debut profesional en 2004. En 2011 fichó por el equipo británico Sky Procycling, permaneciendo en él hasta su retirada en 2020.

## Palmarés
2001
- 1 etapa del FBD Insurance Rás

2001
- 1 etapa del Tour de Thüringe

2002
- 1 etapa del Tour de Thüringe

2006
- Vuelta a Colonia

2007

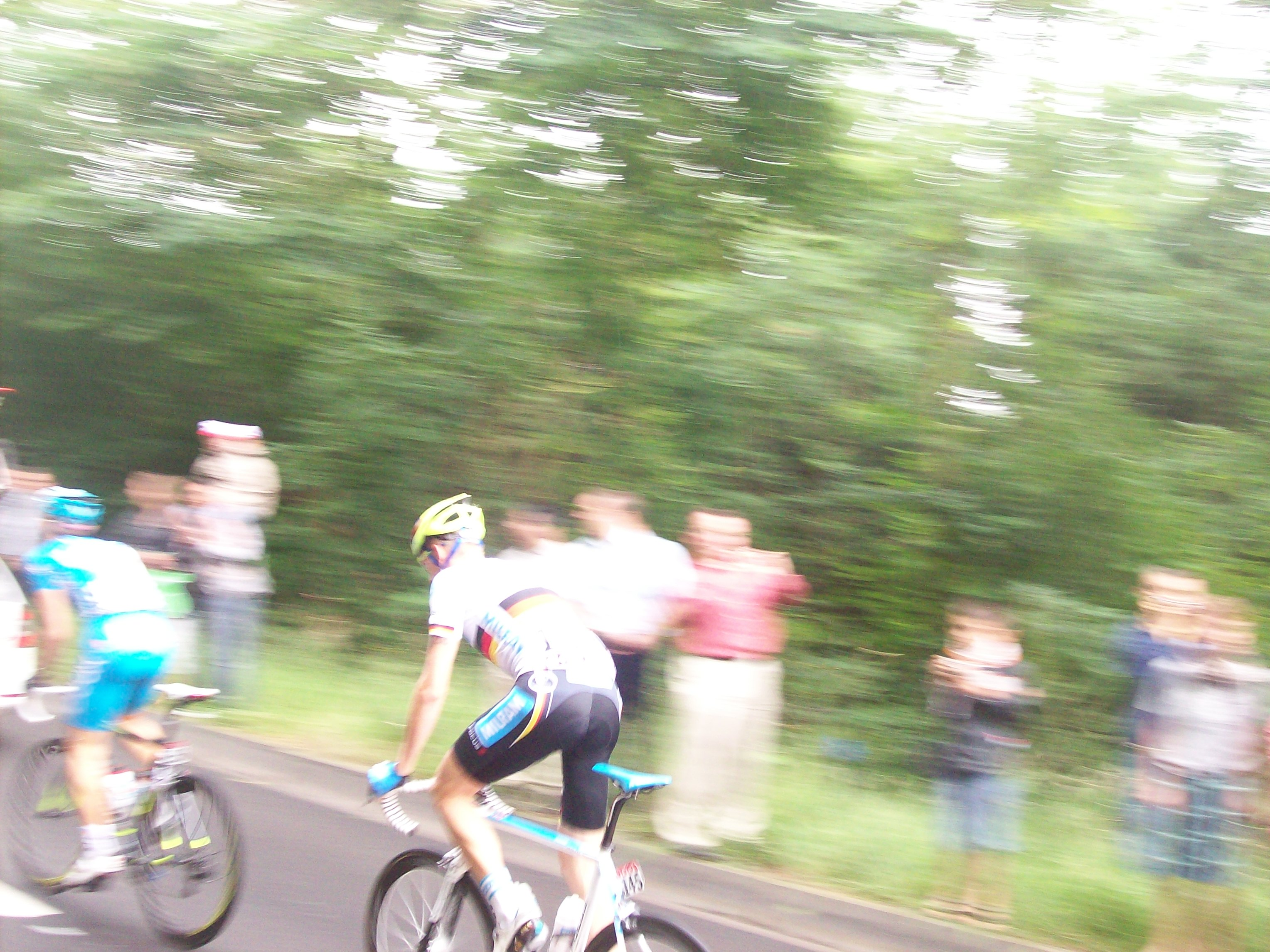
Christian Knees en el pelotón, vestido con el maillot de Alemania en la segunda etapa del Tour de Francia 2010

- 3.º en el Campeonato de Alemania en Ruta

2008
- Copa de Alemania
- Vuelta a Baviera

2010
- Campeonato de Alemania en Ruta

## Resultados en Grandes Vueltas y Campeonatos del Mundo
| Carrera         | Carrera         | 2004 | 2005 | 2006  | 2007 | 2008 | 2009 | 2010 | 2011  | 2012 | 2013 | 2014 | 2015 | 2016  | 2017  | 2018 | 2019 | 2020 |
| --------------- | --------------- | ---- | ---- | ----- | ---- | ---- | ---- | ---- | ----- | ---- | ---- | ---- | ---- | ----- | ----- | ---- | ---- | ---- |
|                 | Giro de Italia  | —    | —    | 73.º  | 72.º | —    | —    | —    | —     | —    | 60.º | —    | —    | 66.º  | —     | 91.º | 96.º | —    |
|                 | Tour de Francia | —    | —    | 102.º | 47.º | 27.º | 19.º | 91.º | 64.º  | 82.º | —    | —    | —    | —     | 144.º | —    | —    | —    |
|                 | Vuelta a España | —    | —    | —     | —    | —    | 43.º | —    | —     | —    | 79.º | Ab.  | 91.º | 124.º | 124.º | —    | —    | —    |
| Mundial en Ruta | Mundial en Ruta | —    | —    | 99.º  | Ab.  | Ab.  | Ab.  | 29.º | 131.º | 80.º | —    | Ab.  | Ab.  | —     | —     | —    | —    | —    |

—: no participa

Ab.: abandono